# Laamria
Laamria (àrab العامرية) és una comuna rural de la província de Sidi Bennour de la regió de Casablanca-Settat. Segons el cens de 2014 tenia una població total de 10.520 persones.